# Sighvat el Rojo
Sighvat el Rojo (nórdico antiguo: Sighvatr rauði, n. 855) fue un influyente caudillo vikingo de Halogaland, Noruega que emigró a Islandia en el siglo X y creó un asentamiento en Bolstad, cerca de la hacienda de Ketil Trout. Según se cita en Landnámabók, fue el primer goði del clan familiar de los Hlíðverjar. Se casó con Rannveig, una hija de hersir noruego Eyvind Lambi, y tuvieron descendencia:
- Sigmund Sighvatsson (n. 885) , quien sería padre del lagman Mord Sighvatsson,[2] Lambi (n. 903), Unna (n. 906), Sigfús de Hlid (n. 918), Rannveig (n. 914, que sería madre de Gunnar Hámundarson), y Thorgerd (n. 900, esposa de Önundur Hróarsson),

- Barek Sighvatsson, padre de Thord que a su vez sería padre de Stein.[3][4]

La importancia del papel de Sighvat en la historia de Islandia es bien patente en otras sagas como la saga de Njál, saga de Egil Skallagrímson, saga de Grettir, y Heimskringla.